# Big Top Pee-wee
Série
Pee-wee Big Adventure
(1985) Pee-wee's Big Holiday
(2016)
Pour plus de détails, voir Fiche technique et Distribution.
Big Top Pee-wee est un film américain réalisé par Randal Kleiser et sorti en 1988.

## Synopsis
Pee-wee Herman vit dans une ferme entouré de ses animaux où il mène des recherches sur ses légumes avec l'aide de son cochon, Vance. Chaque jour il déjeune avec sa fiancée Winnie, une institutrice. Un jour, une tornade s'abat sur la ville et il se met à l'abri dans sa cave. Mais lorsqu'il en sort, il découvre qu'un cirque s'est réfugié chez lui. Il décide alors de les aider.

## Fiche technique
- Titre : Big Top Pee-wee
- Réalisation : Randal Kleiser
- Scénario : Paul Reubens et George McGrath
- Musique : Danny Elfman
- Photographie : Steven Poster
- Montage : Jeff Gourson (en)
- Production : Debra Hill et Paul Reubens
- Société de production : Paramount Pictures
- Société de distribution : Paramount Pictures (États-Unis)
- Pays :  États-Unis
- Genre : Aventure et comédie romantique
- Durée : 86 minutes
- Dates de sortie : 
  - États-Unis : 22 juillet 1988
  - France : 14 juin 1989

## Distribution
- Paul Reubens (VF : Luq Hamet) : Pee-wee Herman
- Penelope Ann Miller : Winnie
- Kris Kristofferson : Mace Montana
- Valeria Golino : Gina Piccolapupula
- Franco Columbu : Otto the Strongman
- Mihály Mészáros : Andy
- Benicio Del Toro : Duke l'homme-chien

## Commentaires
- Big Top Pee-wee est la suite du film Pee-wee Big Adventure (1985) de Tim Burton mettant en scène Pee-wee Herman.
- Un troisième film sorti directement sur Netflix est sorti en 2016 : Pee-wee's Big Holiday réalisé par John Lee.